# Biełomorsk
Biełomorsk (fiń.  Sorokka, ros. Беломорск) – miasto w północno-zachodniej Rosji, na terenie wchodzącej w skład tego państwa Republiki Karelii.

## Położenie
Miejscowość leży w Rejonie biełomorskim, w środkowo-wschodniej Karelii, nad Morzem Białym, przy ujściu rzeki Wyg, u wylotu Kanału Białomorsko-Bałtyckiego.

## Historia
Na terenie obecnego miasta, u ujścia rzeki Wyg do Morza Białego już w XII w. znajdowała się rybacka osada Soroki.
W XX w jej pobliżu zbudowano 3 inne osady: jedna powstała jako osada robotników leśnych pracujących przy obróbce drewna, budowa kolejnej, o nazwie Sołunica, związana była z powstaniem i obsługą Kanału Białomorsko-Bałtyckiego, zaś trzecią z nich wzniesiono przy stacji kolejowej Sorokskaja.
W 1938 r. wszystkie osady połączono w jedną, której nadano prawa miejskie i nazwano Biełomorsk.
W latach 1941 – 1945, w związku z zajęciem przez Niemców Pietrozawodska, Biełomorsk był stolicą Karelo-Fińskiej Socjalistycznej Republiki Radzieckiej.

## Ludność
Miasto zamieszkują głównie Rosjanie a także Karelowie i Pomorcy. Liczba mieszkańców miasta wzrosła gwałtownie w XX w. w wyniku rozwoju przemysłu, jednak w ciągu ostatnich kilkunastu lat szybko spada. Spowodowane jest to kryzysem gospodarczym i emigracją mieszkańców w poszukiwaniu pracy do większych ośrodków miejskich, głównie Petersburga. Przez ostatnie 15 lat populacja miasta zmniejszyła się o 1/3.
Biełomorsk jest jedynym ośrodkiem miejskim na terenie rejonu biełomorskiego i skupia ok. 55% jego mieszkańców.
Zmiany liczby mieszkańców miasta
| rok    | mieszkańcy (w tysiącach) |
| ------ | ------------------------ |
| 19301) | 9,1                      |
| 1956   | 11,8                     |
| 1959   | 14,8                     |
| 1967   | 16,0                     |
| 1970   | 16,0                     |
| 1974   | 17,0                     |
| 1979   | 18,7                     |
| 1989   | 18,9                     |
| 1992   | 19,0                     |
| 1996   | 16,6                     |
| 1998   | 16,2                     |
| 2000   | 15,6                     |
| 2001   | 15,3                     |
| 2003   | 13,1                     |
| 2005   | 12,6                     |

1) – łączna liczba mieszkańców kilku osad, z których powstało miasto

## Gospodarka
Po rozpadzie Związku Radzieckiego gospodarka miasta, jak i całej Karelii znalazła się w kryzysie.
Podstawą gospodarki miasta są gałęzie przemysłu związane z eksploatacją okolicznych lasów oraz przetwórstwo ryb. W miejscowości zlokalizowane są także niewielkie zakłady przemysłu spożywczego, zatrudniające zwykle po kilka-kilkanaście osób i  produkujące na potrzeby lokalnego rynku.
Istotne znaczenie w gospodarce miasta odgrywają szeroko rozumiane usługi.
Znajduje tu się stacja kolejowa Biełomorsk – węzeł linii Wołchow – Murmańsk z linią Biełomorsk – Obozierskij i jedna z największych stacji rozrządowych na rosyjskiej Dalekiej Północy.

## Inne informacje
Biełomorsk jest lokalnym centrum kultury. W mieście znajduje się muzeum petroglifów, odkrytych w okolicy.